# 21282 Shimizuyuka
21282 Shimizuyuka este o planetă minoră (asteroid), cu un diametru de 4,188 km, din centura de asteroizi. A fost descoperită pe 14 octombrie 1996 la Geisei observatory⁠(d) de Tsutomu Seki. 
Obiectul prezintă o orbită caracterizată de o semiaxă mare de 2,3040027 UAi, o excentricitate de 0,21, o înclinație de 21,88323 ° în raport cu ecliptica.